# Журавлёвский сельсовет (Курганская область)
Журавлёвский сельсовет — упразднённые в 2021 году административно-территориальная единица и муниципальное образование со статусом сельского поселения в составе Каргапольского района Курганской области России. 
Центр — село Журавлёво.

## История
Указом Президиума Верховного Совета РСФСР от 14 июня 1954 года Бакланский и Журавлевский сельсоветы объединены в один Журавлевский сельсовет.
В соответствии с Законом Курганской области от 6 июля 2004 года № 419 сельсовет наделён статусом сельского поселения.
Законом Курганской области от 30.11.2021 № 136 был упразднён 17 декабря 2021 года в связи с преобразованием муниципального района в муниципальный округ.

## Население
| 1989  | 2002  | 2010  | 2012  | 2013  | 2014  | 2015  |
| ----- | ----- | ----- | ----- | ----- | ----- | ----- |
| 1389  | ↘1196 | ↘1045 | ↘1031 | ↗1048 | ↗1052 | ↘1032 |
| 2016  | 2017  | 2018  | 2019  | 2020  |       |       |
| ↘1010 | ↘985  | ↘973  | ↘964  | ↗965  |       |       |

## Состав сельского поселения
| № | Населённый пункт | Тип населённого пункта       | Население |
| - | ---------------- | ---------------------------- | --------- |
| 1 | Бакланское       | село                         | ↘320      |
| 2 | Барсукова        | деревня                      | ↘32       |
| 3 | Жарниково        | посёлок                      | ↘0        |
| 4 | Жилина           | деревня                      | ↘88       |
| 5 | Журавлево        | село, административный центр | ↘446      |
| 6 | Одина            | деревня                      | ↘159      |